# Сен-Тегоннек-Лок-Егіне
Сен-Тегоннек-Лок-Егіне (фр. Saint-Thégonnec Loc-Eguiner) — муніципалітет у Франції, у регіоні Бретань, департамент Фіністер. Сен-Тегоннек-Лок-Егіне утворено 1 січня 2016 року шляхом злиття муніципалітетів Лок-Егіне-Сен-Тегоннек i Сен-Тегоннек. Адміністративним центром муніципалітету є Сен-Тегоннек. Населення — 3089 осіб (01.01.2021).